# Nadežda
Nadežda je žensko osebno ime.

## Izvor imena
Ime Nadežda je različica ženskega osebnega imena Nada.

## Pogostost imena
Po podatkih Statističnega urada Republike Slovenije je bilo na dan 31. decembra 2007 v Sloveniji število ženskih oseb z imenom Nadežda: 79.